# Norival
Norival Pereira da Silva, detto Norival (Rio de Janeiro, 5 giugno 1917 – Nova Iguaçu, gennaio 1988), è stato un calciatore brasiliano, di ruolo difensore.

## Caratteristiche tecniche
Giocava come difensore, ricoprendo il ruolo di centrale.

## Carriera

### Club
Iniziò la carriera nel Madureira, che militava in una delle due competizioni statali che allora si svolgevano a Rio de Janeiro; in seguito all'unificazione dei campionati, avvenuta nel 1937, Norival giocò fino al 1939 nel torneo così formatosi. Nel 1940 passò al Fluminense, reduce dalla vittoria di tre titoli consecutivi dal 1936 al 1938; Norival vinse due campionati con il club, nel 1940 e 1941, venendo poi ceduto con la formula del prestito al Flamengo per due brevi periodi (rispettivamente per due e una partita), trasferendovisi poi in via definitiva nel 1945. Totalizzò dunque più di cento presenze con il club rivale del Fluminense, lasciandolo nel 1949 senza alcun titolo vinto; chiuse poi la carriera in Colombia, dove era iniziato il periodo dell'El Dorado.

### Nazionale
Norival fece parte a lungo della Nazionale brasiliana, con cui partecipò al vittorioso Campeonato Sudamericano de Football 1942, tenutosi in Uruguay. Fu inoltre convocato per altre due edizioni, Cile 1945 e Argentina 1946, segnando la sua unica rete internazionale in quest'ultima.

## Palmarès

### Club

#### Competizioni nazionali
- Campionato Carioca: 3

Fluminense: 1940, 1941

### Nazionale
- Campeonato Sudamericano de Football: 1

Uruguay 1942
- Copa Roca: 1

1945